# Huis Rouffaer
Het Huis Rouffaer is een herenhuis aan de Hoogbrugstraat in Wyck, in het centrum van de Nederlandse stad Maastricht. Het koopmanshuis ontleent zijn naam aan de ondernemersfamilie Rouffaer, die het liet bouwen en het enkele generaties bewoonde. Het gebouw in Lodewijk XVI-stijl is sinds 1966 geklasseerd als rijksmonument.

## Geschiedenis

### Periode Rouffaer
De familie Rouffaer (of Rouffard) was een protestantse schippersfamilie, afkomstig uit 'Hermal' (waarschijnlijk Hermalle-sous-Argenteau), waarvan een lid, Arnold Rouffaer (1695-1750), zich begin achttiende eeuw in Wyck vestigde. In 1718 werd hij als "Arnoldus Rouffa" ingeschreven bij het kremersambacht, het gilde van kooplieden en winkeliers. Samen met zijn zonen Johan en Arnold dreef hij een groothandel in granen, brandewijn, haring, kaas en specerijen. Hij verdiende met name veel geld in de graanhandel, waarbij het Maastrichtse garnizoen een belangrijke afnemer was. Het gezin Rouffaer woonde in het huis "De Pauw" aan de Rechtstraat, tegenover de Kaleminkstraat. Met name zoon Johan (1719-1785) bouwde de familieonderneming verder uit. Na zijn huwelijk met Anna Maria Blanckers verhuisde hij in 1747 met zijn gezin naar de Hoogbrugstraat, om de hoek. Een jaar later werd hij wijkmeester van het Sint-Gilliskerspel in Wyck.
Kleinzoon Arnold Rouffaer (1748-1818) zette het familiebedrijf voort. Hij was onder meer eigenaar van een jeneverstokerij ("eau de vie"), een gistfabriekje en een oliemolen, allemaal of voor een deel gelegen aan het toenmalige Ruiterstraatje in Wyck. Zijn bewaard gebleven kasboek verschaft belangrijke inzichten in het handelsverkeer aan het eind van de achttiende eeuw in het algemeen, en de Maasvaart in het bijzonder. Hij kocht in 1788 een drietal huizen van zijn moeder, de weduwe Rouffaer-Blanckers. Twee jaar later liet hij de huizen "'t Hoefijzer" en "De Zon" in de Hoogbrugstraat, mogelijk met een derde huis erbij, verbouwen tot één pand, het Huis Rouffaer. Het herenhuis werd gebouwd door aannemer J. Casaux en bevatte, behalve het woonhuis, ook kantoren en opslagruimte. De inrichting van het grote huis zal enige jaren in beslag hebben genomen; in 1791 bestelde Arnold twee marmeren schouwen.Arnold was getrouwd met Clara Cornelia Panneboeter (1758-1833), dochter van de Maastrichtse predikant en hoogleraar theologie aan de illustere school, Johannes Panneboeter. Hij overleed in 1818 te Amsterdam.
Johan Rouffaer (1780-1834) behoorde tot de vierde generatie ondernemers binnen de familie Rouffaer en hij was tevens de laatste. In de Franse Tijd was hij onder andere onderluitenant van de Maastrichtse Garde Territoriale, en belastingzetter. Die laatste functie bleef hij ook na het vertrek van de Fransen in 1814 uitoefenen. Hij was van 1816-1834, met een korte onderbreking, lid van Provinciale Staten van het verenigde Limburg; van 1823-1834 tevens gemeenteraadslid in Maastricht. Verder was hij lid en voorzitter van de Kamer van Koophandel en Fabrieken, president van het College van Regenten over de Armen, regent van het Gereformeerd Weeshuis, lid van de Commissie voor het Openbaar Onderwijs en president van de Commissie van Oppertoezicht over de Teekenschool. Hij was gehuwd met Susanna Maria van Woensel (1782-1821).
Na de dood van Johan Rouffaer in 1834, en zijn jong gestorven zoon en opvolger Arnold Rouffaer (1810-1835) een jaar later, verkochten de erven in 1841 het huis met alle toebehoren. Mogelijk werd het pand gekocht door een lid van de familie Van Hasselt. Blijkbaar was er geen opvolger in de familie Rouffaer om de bedrijfsactiviteiten voort te zetten. Een van Johans dochters, Clara Cornelia (1812-1880), was gehuwd met een zoon van burgemeester Hendrik Nierstrasz; haar zuster Anna Helena (1813-1882) trouwde met de Brabantse textielfabrikant Wouter Holleman; en de jongste zuster Petronella (1821-1903) was getrouwd met de predikantenzoon Joachim Wilem Suringar. Het kadaster van 1842 geeft, een jaar na de verkoop, nog steeds "de kinderen Jan Rouffaer" aan als eigenaren. Op de bijbehorende minuutkaart uit 1823-1830 is goed te zien dat achter het huis het erf met opstallen zich ver naar het noorden en oosten uitstrekte en tevens de panden Wycker Grachtstraat 38-40 omvatte. Het gehele perceel had een oppervlakte van 990 m².

### Na de periode Rouffaer
In 1887 vestigden zich op dit adres, destijds Hoogebrugstraat 100, na 1888 nr. 72, de zusters Missionarissen van Onze Lieve Vrouw van Afrika, ook wel "witte zusters" genoemd, een Franse missiecongregatie, die in 1869 was opgericht door Charles Lavigerie. Het was de eerste Nederlandse vestiging van de congregatie, bedoeld als vormingshuis voor Nederlandse, Duitse en Belgische kandidaten. Volgens een krantenbericht kwamen de eerste zusters uit Frankrijk met de trein vanuit Luik aan en liep de hele stad uit om hen te verwelkomen, ook omdat kardinaal Lavigerie inmiddels in katholiek Europa een beroemdheid was. Een jaar later kwam de kardinaal hoogstpersoonlijk naar Maastricht om de postulanten in te kleden tot novicen. De congregatie groeide snel: in 1890, na drie jaar, had het postulantenhuis in Maastricht al zeventig novicen afgeleverd. Waarschijnlijk is het klooster al in 1893 opgeheven. De zusters vertrokken naar het Brabantse Esch, waar ze in 1896 een nieuw moederhuis, "Sancta Monica", betrokken.
Van de latere bewoningsgeschiedenis van het pand zijn weinig gegevens bekend. Op een foto uit 1914 lijkt het gehele pand particulier bewoond te zijn. In 1966 werd voor het adres Hoogbrugstraat 72 een hinderwetvergunning aangevraagd voor het "bereiden van voeding- en genotmiddelen in oliën en vetten", en in 1970, en opnieuw in 1987, voor een "galvaniseer inrichting/chroom-nikkel industrie". Eind twintigste eeuw was er de boekbinderij van de firma Schrijen gevestigd. Anno 2021 is het pand gesplitst in een breder linkerdeel, nr. 72A plus achterliggende bebouwing, alwaar een vastgoedbedrijf en een filiaal van Van Lanschot zijn gevestigd, en een smaller rechterdeel, nr. 72, dat een advocatenkantoor huisvest.

## Beschrijving

### Hoogbrugstraat 72
Het Huis Rouffaer is een groot herenhuis uit 1790 met een voorgevel van Naamse steen in Lodewijk XVI-stijl. De gevel is zeven traveeën breed en drie verdiepingen hoog (plus twee of drie kapverdiepingen onder het hoge mansardedak). De drie traveeën brede middenpartij wordt bekroond door een groot, gebogen fronton, dat gedragen wordt door twee dubbele consoles, versierd met acanthusbladeren en maskers. Centraal in het fronton bevindt zich een venster in Naamse steen met een sluitsteen in de vorm van een afgewende kop; verder is het fronton opgevuld met mergelblokken, waarop festoenen zijn aangebracht. De geblokte pui op de begane grond telt twee ingangen en vijf vensters, alle segmentbogig met zware, gebeeldhouwde sluitstenen. De bovenverdiepingen zijn symmetrisch opgebouwd met tweemaal zeven vensters tussen geblokte pilasters. Tussen de vensters van de eerste en tweede verdieping bevinden zich rechthoekige panelen met Lodewijk XVI-ornamenten. In het interieur zijn nog diverse elementen in Lodewijk XVI-stijl bewaard, zoals een trap, plafonds en schoorsteenmantels.

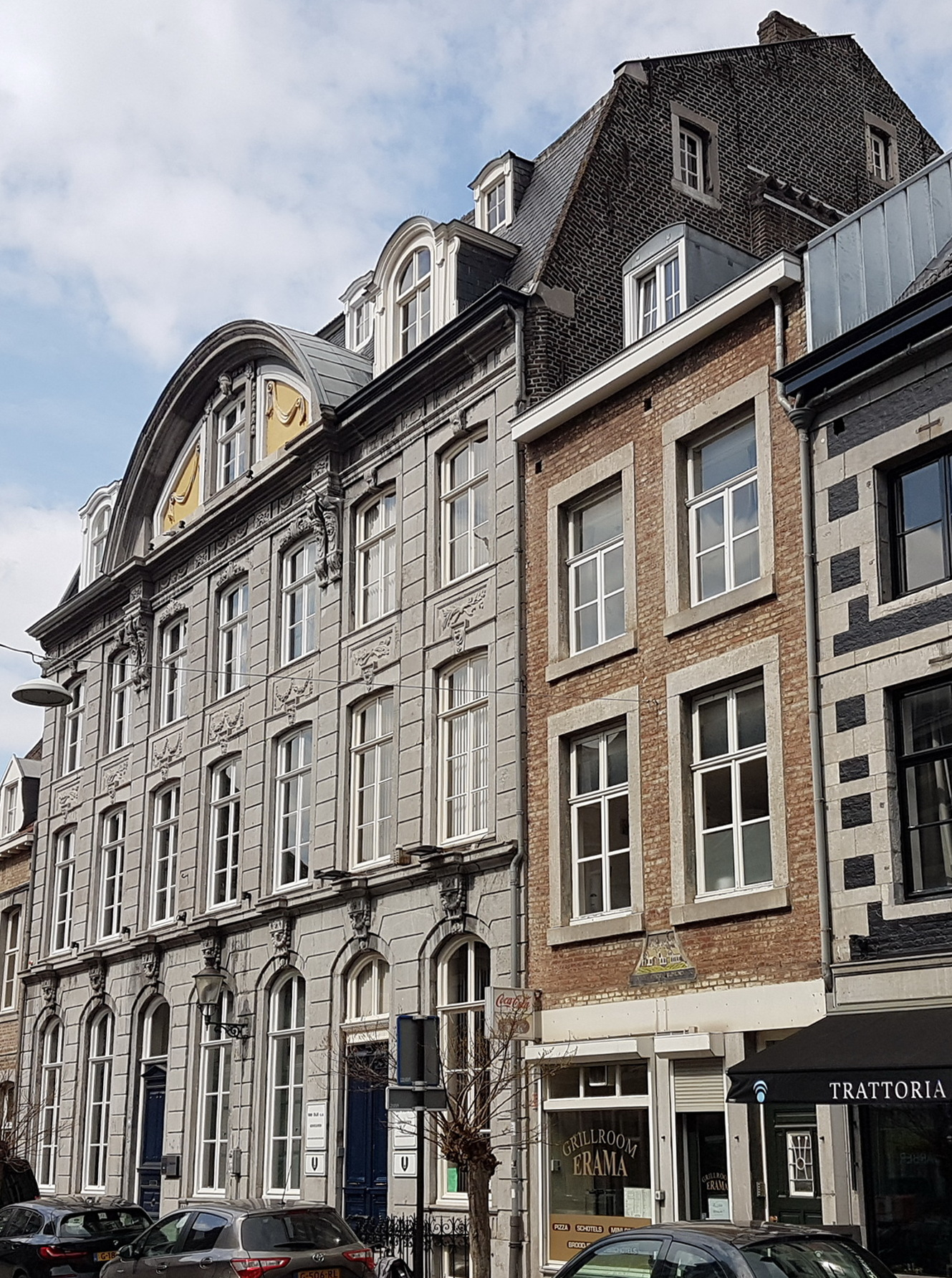
Zijaanzicht Huis Rouffaer met hoog opgaand dak
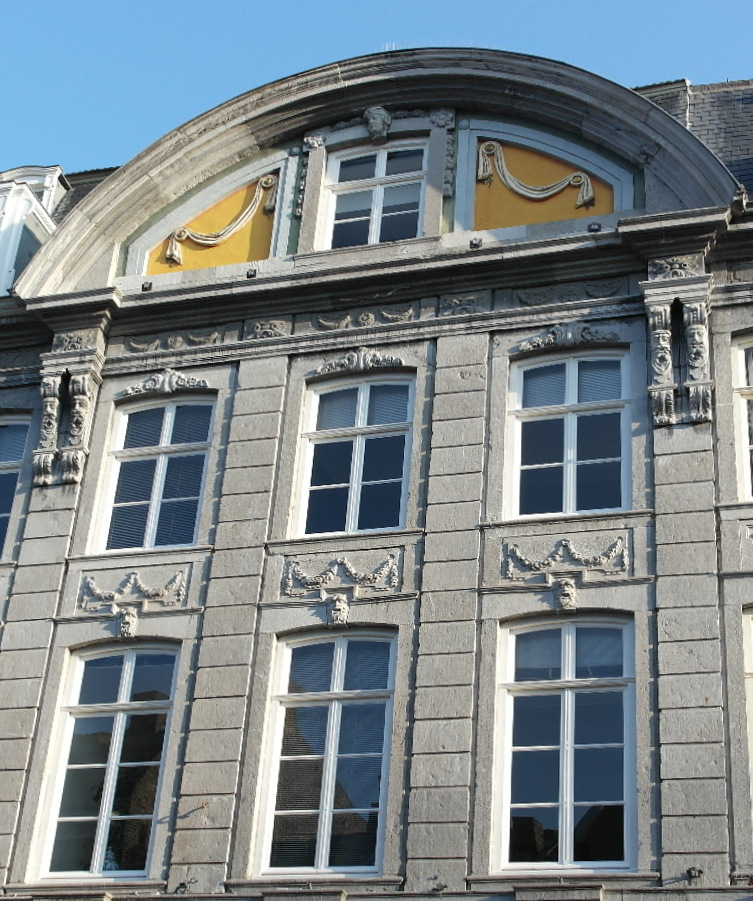
Middendeel gevel met gebogen fronton
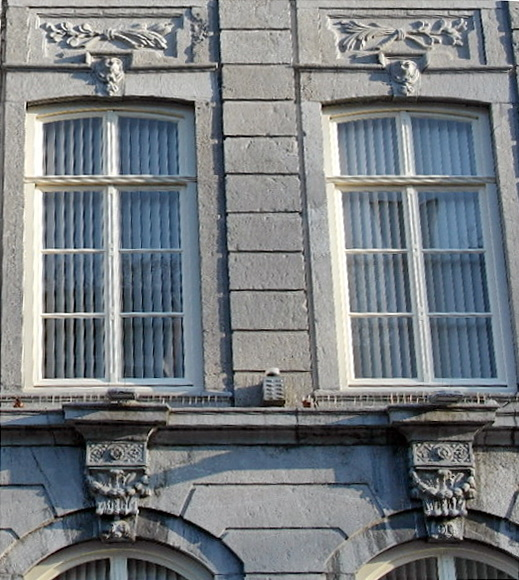
Detail rechtergevel met gebeeldhouwde sluitstenen
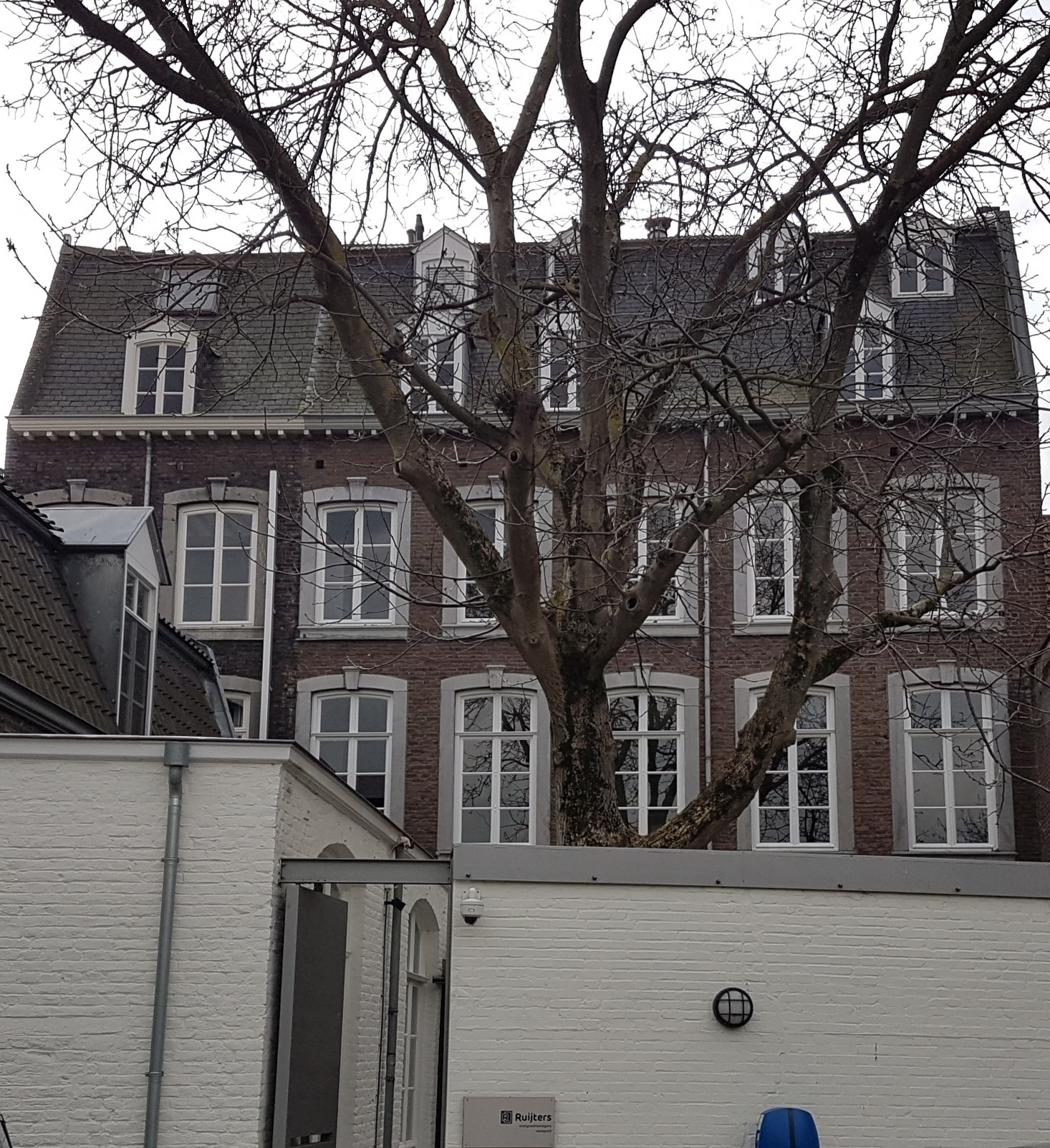
Achtergevel, gezien vanaf het binnenterrein

### Bedrijfsgebouwen familie Rouffaer
Om de hoek ligt het uit 1773 daterende poortgebouw Wycker Grachtstraat 38, dat toegang geeft (nog steeds) tot het achterterrein van het Huis Rouffaer. De poort is omlijst met Naamse steen en bezit een sluitsteen met het jaartal 1773. Boven de poort bevindt zich een venster, eveneens met hardstenen omlijsting. Eveneens tot het bezit van de familie Rouffaer behoorde het naastgelegen woonhuis op nr. 40. De pui is vernieuwd, maar de verdieping daarboven is origineel. Van de drie vensters, alle met zware vensteromlijstingen, is het middelste groter. Onder de kleinere vensters zijn twee gevelstenen aangebracht, die samen het jaartal 1752 vormen. De daklijst wordt onderbroken door een met Naamse steen omlijst venster, dat half in de gevel, half in het dak geplaatst is. Beide panden in de Wycker Grachtstraat zijn rijksmonumenten. De historische bebouwing op het binnenterrein tussen deze panden en Hoogbrugstraat 72 is deels verdwenen, maar een zeventiende- of achttiende-eeuws huisje met een mansardekap resteert.
De bedrijfspanden van de familie Rouffaer aan het Ruiterstraatje (tegenwoordig deels samenvallend met Ruiterij) zijn mogelijk allemaal gesloopt, onder andere voor de bouw van Hotel Maastricht. Achter het hotel liggen nog enkele sterk verbouwde bedrijfspanden, maar het is niet bekend welke functie die hadden. Tussen Kaleminkstraat en Waterpoort ligt de achttiende-eeuwse jeneverstokerij van de firma Rouffaer, eveneens een rijksmonument. Aan de Kaleminkstraat is de bakstenen lijstgevel nog geheel in tact met een drietal banden van mergel en enkele muurankers. Op de begane grond bevindt zich een vrij kleine, rondbogige poort, omlijst met Naamse steen, en daarnaast  drie kleine vensters met gedrukte bogen. De bovenverdieping telt vijf van deze vensters. De gevel aan de Waterpoort is ongeveer op dezelfde manier opgebouwd, maar zonder de mergelstenen banden. De oorspronkelijke poort is hier op een onbekend moment vervangen door een grotere garagepoort.

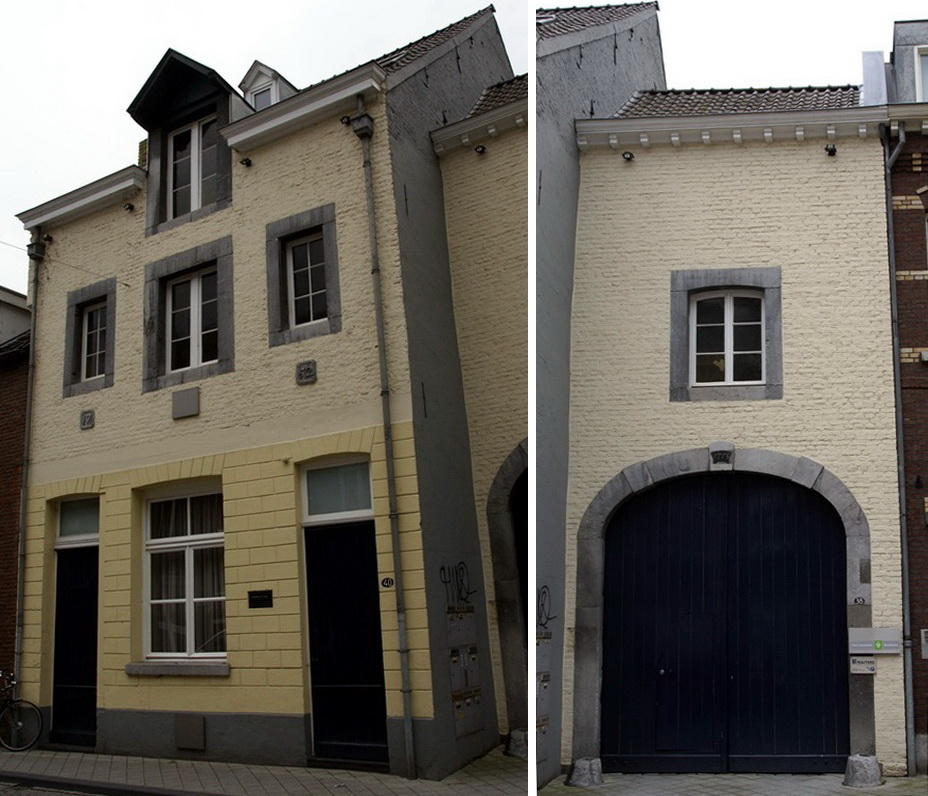
Wycker Grachtstraat 40 en poorthuis op nr. 38
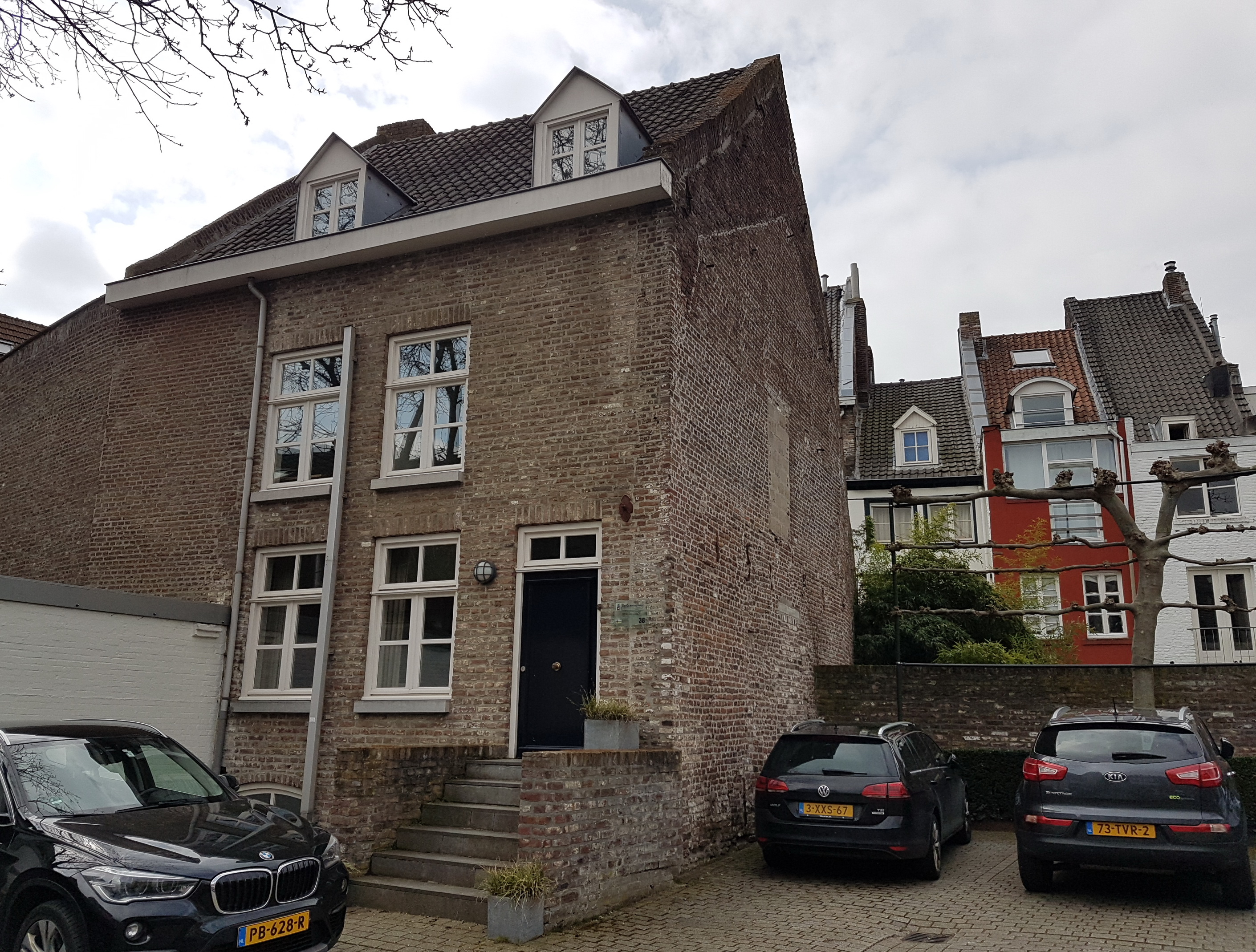
Binnenterrein Wycker Grachtstraat met oud huisje
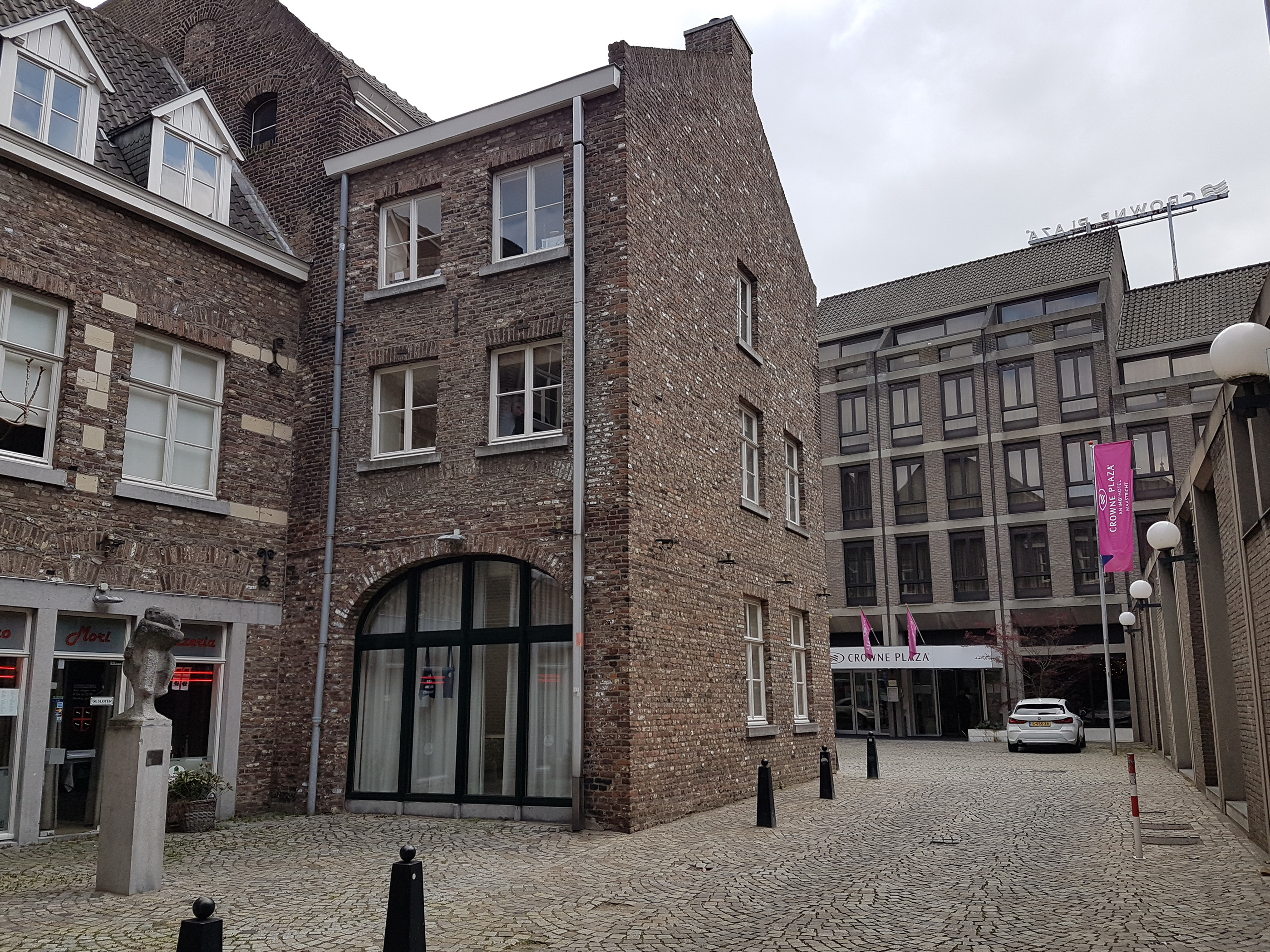
Mogelijk bedrijfspand en Hotel Maastricht, Ruiterij
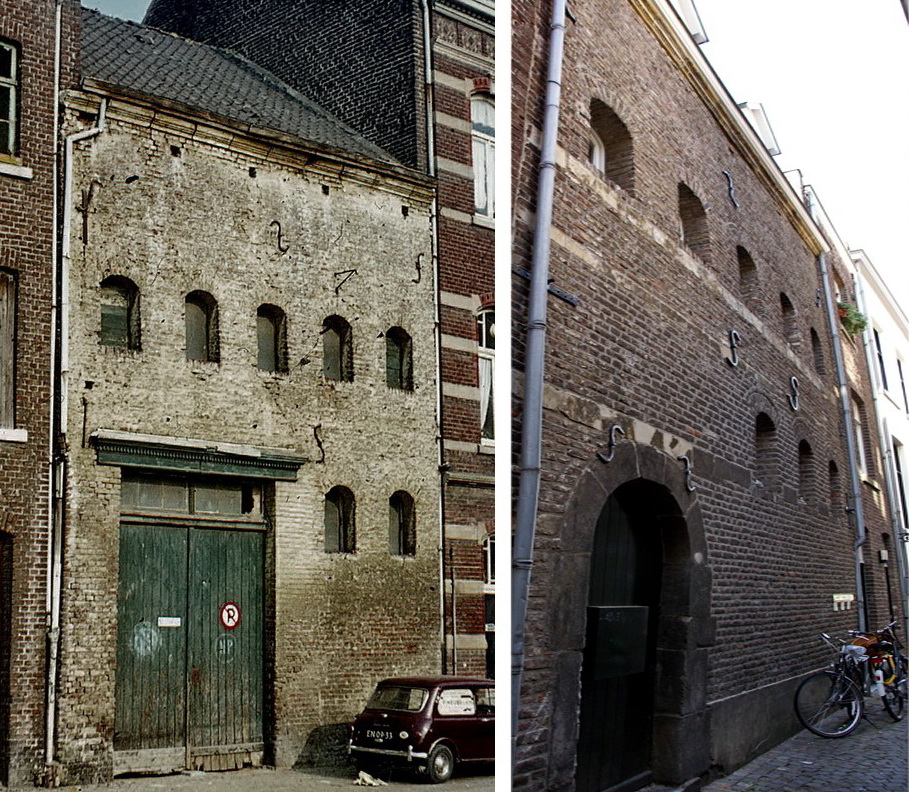
Vm. jeneverstokerij met gevel Waterpoort en Kaleminkstraat